# Mlýn v Jelením příkopu
Mlýn v Jelením příkopu je zaniklý vodní mlýn v Praze na Malé Straně, který stál na potoce Brusnice v místech Chotkovy silnice na rozhraní Hradčan a Malé Strany.

## Historie
Vodní mlýn stál původně u rybníčku napájeného Brusnicí. Za mlýnem tekla voda stokou na Klárov a stáčela se bývalou Cihelnou ulicí k jihu, kde ústila do Vltavy.
Roku 1599 Rudolf II. dovolil měšťanu Janu Gehlovi, aby si severně od ústavu slepců na potoku Brusce postavil mlýn a zřídil jatky, pivovar a šenk vína. Poté objekty vlastnili například Ludvík hrabě Hartig nebo od roku 1731 Václav Jan Kriegelštejn ze Sternfeldu, po jehož smrti vdova majetek darovala Augustiniánům u svatého Tomáše. Od Augustiniánů objekty koupila císařovna Marie Terezie a zřídila zde výrobnu šatstva, bot a jiných potřeb pro vojsko.